# 잔자위드
잔자위드 (Janjaweed 혹은 Janjawid, 아랍어: جنجويد)는 현재의 서부 수단과 동부 차드에 위치한 다르푸르 지역의 무장한 민병대를 일컫는 단어이다. 잔자위드는 아랍어로 "말등에 탄 악마"라는 뜻이다. UN의 정의에 따르면 잔자위드는 아랍어를 쓰는 아프리카 계열의 유목민족으로(Black Arab, Afro-Arab), 주로 낙타를 몰거나(아발라, Abbala) 소를 모는(바가라, Baggara) 사람들이라고 한다. 이러한 UN의 정의는 반드시 정확한 것은 아니며 다른 부족 출신의 잔자위드들도 목격되고 있다.
과거부터 그들은 용수 사용권을 두고 다르푸르의 정착 농민들과 불화를 겪어왔다. 현재는 다르푸르 반군인 "수단독립운동군"(Sudan Liberation Movement/Army) 및 "정의와평등운동"(Justice and Equality Movement) 과 대립하고 있다. 2003년 이후 그들은 다르푸르 갈등의 한 축이 되어왔으며, 자원과 토지의 분배를 둘러싸고 다수의 유목민들과 소수의 정착농민들 간의 갈등을 빚어지고 있다.

## 역사
잔자위드는 아랍어를 사용하는 다르푸르인 파르티잔이며 학살, 강간, 강제이주, 고문등으로 1990년대를 거쳐 현재까지 악명을 떨쳐오고 있다. 이들은 미국과 프랑스의 지원을 받은 차드 대통령 히세네 하브레가 리비아 대통령 카다피의 차드 침공을 막아낸 1988년 이후 출현하기 시작했다. 리비아의 보호를 받고 있던 오마르 사이드 (Acheickh Ibn Omer Saeed)는 다르푸르에서 파르티산 군대를 조직하였고, 새로이 추대된 다르푸르의 아랍계 부족 추장인 무사 힐랄(Sheikh Musa Hilal)의 후원을 받았다. 힐랄의 부족은 리비아와 무기 밀거래를 하고 있었는데, 이 무기들은 이븐 오마르(Ibn Omer) 수중에 들어갔다. 프랑스와 차드 연합군의 침공으로 이븐 오마르의 기지는 파괴되었지만 그들의 무기는 회수되지 못했다.
1990년을 거쳐 잔자위드는 다르푸르 지역을 장악하려는 수단 정부의 방조 아래 차드 및 다르푸르의 아랍계열 파르티산과 연합하기 시작했다. 다르푸르 아랍인의 주류는 바가라 출신으로 방목지를 벗어나 전쟁에 개입하였다. 1999년에서 2000년 사이 서 다르푸르와 북 다르푸르의 폭동사태를 경험하면서, 수단 정부는 잔자위드를 무장시켰다. 2003년 2월 "수단독립운동군"과 "정의와평등운동"에 의한 폭동사태가 확산되자 이들을 진압하기 위해 수단정부는 잔자위드를 활용했다. 잔자위드는 자신들의 생활권을 보호한다는 명목으로 다르푸르의 반군 장악지역을 수시로 공격했다.
2007년 미국은 잔자위드에 의해 다르푸르에 학살이 일어나고 있음을 선언하며 그들이 살해한 민간인의 수가 200,000 ~ 400,000명에 이른다고 주장했다. 미국은 이미 2004년 무사 힐랄을 포함한 잔자위드의 사령관들을 지명수배했으며 UN 국제사법재판소는 이들의 무장해제를 요구했다. 2008년 7월 14일 국제형사재판소의 검사들은 수단 대통령 오마르 알바시르를 학살혐의로 기소했는데 알바시르는 잔자위드에 의해 일어나고 있는 살인과 강간, 강제이주의 최종 명령권자로 지목되었다.
2006년초 잔자위드는 지역 방위군 혹은 국경 수비대의 일원으로 수단 정규군에 편입되었다. 한편 잔자위드는 원래 세력권과 무관한 동다르푸르의 아랍 민족들까지 그 세력을 넓혀나갔으며 차드의 아랍 민족들도 다시 차드 북부에 정치기반을 마련하려는 움직임을 보였다.
다르푸르의 작지만 강력한 부족을 이끄는 무사 힐랄은 미 국방성으로부터 잔자위드의 총사령관으로 의심받고 있다. 하지만 그는 자신이 병사를 모집한 것에 대해서 인정하지만 잔자위드의 총 지휘권을 가지고 있지는 않다고 주장하고 있다.

## 같이 보기
- 다르푸르 분쟁